# H Tower
H Tower je plánovaný mrakodrap v brněnské čtvrti Štýřice.

## Návrh
V lokalitě kolem Heršpické ulice se již od 90. let 20. století začaly stavět moderní výškové budovy, přičemž nejvyšší je AZ Tower.
Společnost HS-Investment chtěla v oblasti postavit již v roce 2011 mrakodrap Palác Heršpická, který měl být 117 metrů vysoký, čímž by se stal nejvyšším v Brně a v České republice. Za architektonickým návrhem stála Eva Jiřičná. V oblasti byly navržené i dva mrakodrapy k obchodnímu centru H-Park, realizaci všech těchto budov však nakonec překazila ekonomická krize.
V roce 2025 tak společnost HS-Investment přišla s novým projektem mrakodrapu H Tower a menší výškové budovy. Podle architektonického studia Ateliér Habina, která mrakodrap projektuje, je potřeba touto stavbou do oblasti přivést i noční život a nové služby pro její lepší rozvoj. Stavba podle současných[kdy?] odhadů může začít v roce 2029.[zdroj⁠?!]